# Yepes
Yepes é um município da Espanha na província de Toledo, comunidade autónoma de Castilla-La Mancha, de área 85 km² com população de 4819 habitantes (2007) e densidade populacional de 54,44 hab/km².

## Demografia
| Variação demográfica do município entre 1991 e 2004 | Variação demográfica do município entre 1991 e 2004 | Variação demográfica do município entre 1991 e 2004 | Variação demográfica do município entre 1991 e 2004 |
| --------------------------------------------------- | --------------------------------------------------- | --------------------------------------------------- | --------------------------------------------------- |
| 1991                                                | 1996                                                | 2001                                                | 2004                                                |
| 4366                                                | 4428                                                | 4410                                                | 4634                                                |